# 섬유산업

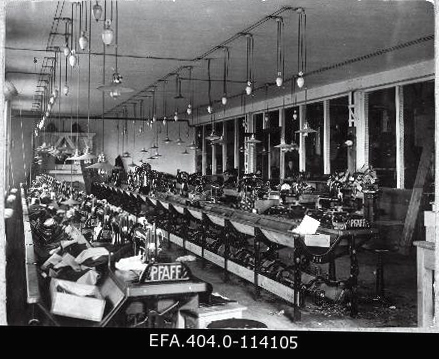

섬유산업(纖維産業, textile industry)은 섬유의 제조, 가공, 판매, 서비스 등과 관련된 산업이다.

## 역사
언제부터 직접적으로 섬유가 사용되고 연구되었는지는 아무도 알 수 없다. 고고학상 지금까지 발견된 가장 오래된 섬유 유물이 발견되었는데 10,000년 전 신석기 시대에 사용한 섬유제품으로 추정되는 마직물이다. 5,000년 전의 면직물이 인도에서, 4,000년 전의 아마직물이 이집트에서, 4,500년 전의 견직물이 중국에서 발견된 사실을 미루어 볼때 섬유를 이용하기 시작한 시기는 10,000년 이전이라고 추정된다. 섬유를 이용하여 직물을 만드는 기술이 많은 발전을 거듭하여 오늘에 이르렀지만 방적, 제직의 기본원리는 신석기시대부터 오늘날에 이르기까지 크게 변하지 않았다. 20세기 중반 인간이 섬유를 합성한 일은 섬유산업 측면에서 볼때 매우 혁명적인 발전이라고 할 수 있다.

## 개요
오늘날 세계경제에서 차지하는 섬유산업의 위상은 매우 중요한데 섬유와 관련된 산업까지 포함시키면 경제에 미치는 영향이 대단히 크다. 섬유산업중 면섬유, 마섬유, 견섬유와 같은 천연섬유의 생산은 농업분야이고, 양모섬유의 생산은 축산업분야이다. 폴리에스테르섬유, 나일론섬유, 아크릴섬유의 제조에 사용되는 원료들은 석유정제산업이나 화학산업과 직접 관련되어 있으며 방적, 제직·편성, 염색, 가공, 어패럴 분야는 기계, 화학, 패션, 유통산업 등과 같은 여러 가지 산업과 유기적으로 결합되어 있기 때문에 산업전반에 미치는 영향이 매우크다.
공식적인 자료에 의하면 지금으로부터 백년 전인 1900년 섬유생산량은 390만 톤, 1950년 940만톤, 1990년 3,800만톤, 1995년 4,100만톤이었고 2005년 5,600만 톤이 될것으로 추정한다.
섬유 생산량은 1990년대부터 매년 2~3%씩 증가하고 있으며 1995년 이후 인조섬유 생산량이 천연섬유 생산량을 추월했고 이와같은 추세는 21세기에도 계속된다고 예상한다. 1996년도 전 세계에서 생산된 섬유내역을 보면 합성섬유 1,950만 톤(46%), 면섬유 1,904만 톤(45%), 재생섬유 229만 톤(5%), 양모섬유 144만 톤(3%), 견섬유 7만톤(1%)이 생산되었다. 전 세계의 국제섬유 규모(1995년)를 보면 수입 3,600억$, 수출 3,500억$ 이었다.